# Lacinipolia kappa
Lacinipolia kappa là một loài bướm đêm trong họ Noctuidae.